# Vrhpeč
Vrhpeč este o localitate din comuna Mirna Peč, Slovenia, cu o populație de 67 de locuitori.